# Mont-Noble
Mont-Noble (toponimo francese) è un comune svizzero di 1 056 abitanti del Canton Vallese, nel distretto di Hérens. È stato istituito nel 2011 con la fusione dei comuni soppressi di Mase, Nax e Vernamiège; capoluogo comunale è Nax.